# 菊陽町立武蔵ヶ丘中学校
菊陽町立武蔵ヶ丘中学校（きくようちょうりつ むさしがおかちゅうがっこう）は、熊本県菊池郡菊陽町にある公立中学校。

## 概要
熊本市中心部の人口増加のため、熊本市と菊陽町にまたがる丘陵地に武蔵ヶ丘団地の建設が決定され、1970年から1978年にかけて整備された。菊陽町側は県営住宅と戸建て住宅を中心に整備されたことから生徒数が増加し、1981年4月1日に菊陽中学校から分離する形で開校した。
2002年より本校を取り囲む形で光の森の分譲が開始され、校区内の人口は増加傾向にある。

## 沿革
- 1981年4月1日 - 菊陽中学校から分離し、菊陽町立武蔵ヶ丘中学校開校。
  - 1年生86名、2年生66名、3年生51名、計203名6学級。
- 1982年2月22日 - 体育館完成。
- 1982年8月1日 - プール完成。
- 1986年2月28日 - 第一校舎竣工。
- 1989年4月1日 - 体育館増改築完成。
- 1990年3月29日 - 増築校舎落成式。
- 1994年4月 - 武蔵ヶ丘コミュニティセンター開設。
- 2011年4月1日 - 町名変更に伴い、住所が大字津久礼から光の森一丁目に変更。（地番の変更はなし）

## 通学区域
- 菊陽町
  - 大字津久礼の一部
  - 向陽台
  - 新山一～三丁目
  - 杉並台一～二丁目
  - 花立一～三丁目
  - 光の森一～七丁目
  - 武蔵ヶ丘一丁目～三丁目
  - 武蔵ヶ丘北一丁目～三丁目

原水の一部 
沖野

## 進学前小学校
- 武蔵ヶ丘小学校校区
- 武蔵ヶ丘北小学校校区
- 菊陽西小学校校区

## 交通
- JR豊肥本線 光の森駅下車。

## 生徒会活動・部活動など

### 部活動
| - 野球部 - バレー部 - サッカー部 - 陸上部 | - 男子バスケット部 - 女子バスケット部 - 男子ソフトテニス部 - 女子ソフトテニス部 | - 男子バドミントン部 - 女子バドミントン部 - 女子バレーボール部 - 柔道部 - 剣道部 | - 卓球部 - 吹奏楽部 - 美術部 |

## 著名な出身者
- 西塔佳郎（元バスケットボール選手・元パナソニックトライアンズ）
- 桂竹紋（落語家）
- スガッシュ（スタジアムＤＪ）
- 古財和輝（バドミントン選手）
- 髙野日向（U19バドミントン日本代表）
- 渡辺彩香（女子サッカー選手）